# Survivant (album)
Albums de Starflam
Live & Direct
(2000) Donne-moi de l'amour
(2003)
Survivant est le 2e album de Starflam. Il est le premier né de la collaboration entre Starflam et EMI. Vendu à plus de 60 000 exemplaires, Survivant est aujourd'hui disque de platine en Belgique. En 2004, Starflam a fait plusieurs concerts au Québec (Canada), dans le cadre des francofolies, pour la promotion de l'album en Amérique du Nord.

## Liste des morceaux
1. Ultrastarflam - 4:59
2. Combattants - 4:48
3. Dans les Startin'Blocks (avec Shyrock) - 4:32
4. La Sonora - 4:24
5. Sous Pression - 4:16
6. Mentalité de Resquilleur - 3:56
7. Soir de Dèche - 2:09
8. Amnésie Internationale - 5:01
9. Ca Tape Dure - 3:32
10. Starflam All-Stars - 1:37
11. De Frente, El Diablo 2 - 4:49
12. Le Vice (avec Profecy)- 4:59
13. Le Msékisé - 4:37
14. De Cause à Effet- 4:40
15. L'Amour Suze (avec Arno)- 4:01
16. Choisi Ton Camp (avec Original uman) - 4:38
17. Péril Urbain - 5:33